# Marija Skobcova
Marija Skobcova (in russo Мария Скобцова?; traslitterazione anglosassone: Maria Skobtsova), conosciuta come Madre Maria (in russo Мать Мария?), Santa Maria (o Madre Maria) di Parigi, all'anagrafe Elizaveta Jur'evna Pilenko (in russo Елизавета Юрьевна Пиленко?), Kuz'mina-Karavaeva (in russo Кузьмина-Караваева?) dal suo primo matrimonio, Skobcova (in russo Скобцова?) dal suo secondo matrimonio (Riga, 20 dicembre 1891 – Campo di concentramento di Ravensbrück, 31 marzo 1945) è stata una nobildonna russa, poetessa, suora e membro della Resistenza francese durante la seconda guerra mondiale. È stata canonizzata dalla Chiesa ortodossa.

## Biografia
Nata da una famiglia aristocratica nel 1891 a Riga, nell'impero russo (attuale Lettonia), fu chiamata Elizaveta Pilenko. Suo padre morì quando lei era un'adolescente e lei abbracciò l'ateismo. Nel 1906 sua madre si trasferì con la famiglia a San Pietroburgo, dove venne coinvolta in circoli intellettuali radicali. Nel 1910 sposò un bolscevico di nome Dmitrij Kuz'min-Karavaev. Durante questo periodo della sua vita fu attivamente coinvolta in circoli letterari e scrisse molte poesie. Il suo primo libro Skifskie Čerepki ("Frammenti sciti") era una raccolta di poesie di questo periodo. Nel 1913 il suo matrimonio con Dmitrij finì e quest'ultimo in seguito si convertì al cattolicesimo russo e divenne un prete cattolico.
Attraverso uno sguardo all'umanità di Cristo - «Anche lui è morto. Sudava sangue. Gli hanno colpito la faccia» - iniziò a essere attratta dal cristianesimo. Si trasferì, con sua figlia Gaiana, nel sud della Russia, dove la sua devozione religiosa aumentò.
Furiosa con Lev Trockij per aver chiuso il Congresso del Partito Socialista-Rivoluzionario, pianificò il suo assassinio, ma fu dissuasa dai colleghi, che la mandarono ad Anapa. Nel 1918, dopo la rivoluzione bolscevica, fu eletta vicesindaco di Anapa nella Russia meridionale. Quando l'Armata Bianca anticomunista prese il controllo di Anapa, il sindaco fuggì e lei divenne sindaco della città. L'Armata Bianca la processò per la sua affiliazione bolscevica. Tuttavia, il giudice era un suo ex insegnante, Daniel Skobcov, e lei venne assolta. Ben presto i due si innamorarono e si sposarono.
Poi la marea politica cambiò di nuovo. Per evitare il pericolo, Elizaveta, Daniel, Gaiana e la madre di Elizaveta, Sophia, fuggirono dal paese. Elizaveta era incinta del suo secondo figlio. Viaggiarono prima in Georgia (dove nacque suo figlio Jurij) e poi in Jugoslavia (dove nacque sua figlia Anastasia). Alla fine arrivarono a Parigi nel 1923. Lì Elizaveta si dedicò agli studi teologici e alle opere sociali.
Nel 1926, la figlia Anastasia morì di influenza. Gaiana fu mandata in Belgio in collegio. Il matrimonio di Daniel ed Elizaveta andò in pezzi. Il figlio Jurij andò a vivere con il padre Daniel ed Elizaveta si trasferì nel centro di Parigi per lavorare più direttamente con i più bisognosi.
Il suo vescovo la incoraggiò a prendere i voti come suora, cosa che accettò di fare solo con l'assicurazione che non avrebbe dovuto vivere in un monastero, isolata dal mondo. Nel 1932, con il permesso di Daniel Skobcov, le fu concesso un divorzio ecclesiastico e prese i voti monastici. Assunse il nome religioso "Maria". Il suo confessore era padre Sergej Bulgakov. In seguito, come cappellano della casa sarebbe stato mandato padre Dmitrij Klepinin.
Madre Maria fece di una casa in affitto a Parigi il suo "convento". Era un luogo con una porta aperta per i rifugiati, i bisognosi e le persone sole. Ben presto divenne anche un centro di discussione intellettuale e teologica. In Madre Maria questi due elementi - servizio ai poveri e teologia - andarono di pari passo.

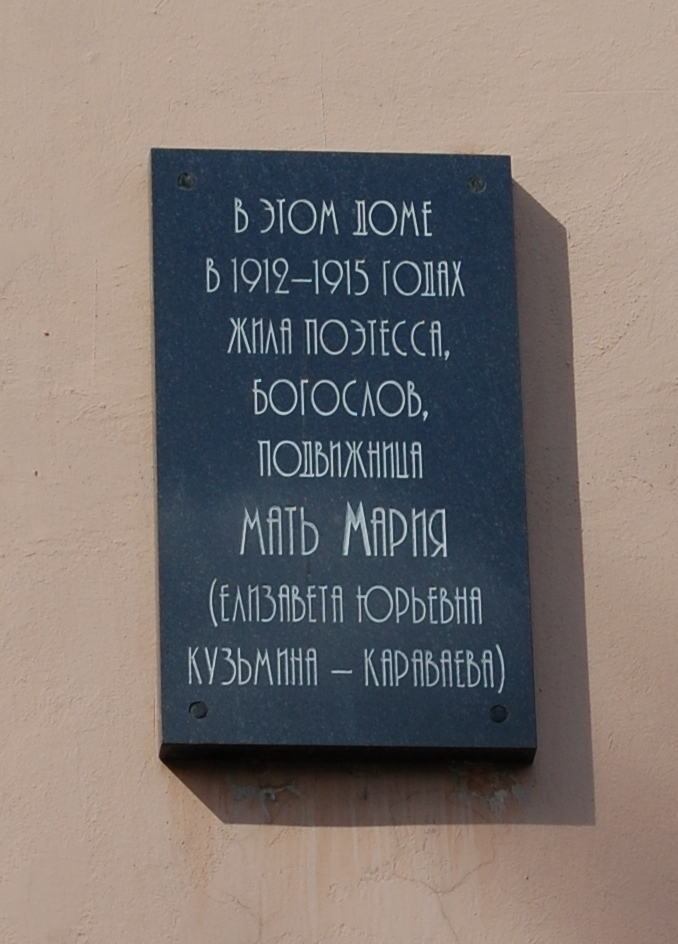
Targa commemorativa di Maria Skobcova a San Pietroburgo

### Morte
Dopo la caduta della Francia nel 1940, gli ebrei iniziarono ad avvicinarsi alla casa chiedendo certificati di battesimo, che padre Dmitrij avrebbe fornito loro. Molti ebrei vennero a stare con loro. Fornirono rifugio e aiutarono molti a fuggire dal paese. Alla fine la casa fu chiusa. Madre Maria, padre Dmitrij, Jurij e Sophia furono tutti arrestati dalla Gestapo. Padre Dimitri e Jurij morirono entrambi nel campo di concentramento di Dora.
Madre Maria fu mandata al campo di concentramento di Ravensbrück. Il Sabato santo del 1945 fu mandata nella camera a gas.

## Culto
Madre Maria fu glorificata (canonizzata santa) con atto del Santo Sinodo del Patriarcato ecumenico di Costantinopoli il 16 gennaio 2004. La glorificazione di Madre Maria, insieme a padre Dimitrij, Jurij e Il'ja Fondaminskij ebbe luogo presso la Cattedrale di sant'Aleksandr Nevskij a Parigi l'1 e 2 maggio 2004. La loro festa è il 20 luglio.

## Nella cultura di massa
La sua vita è drammatizzata in un film sovietico con Ljudmila Kasatkina.

## Opere
- E. Skobtsova, А. Хомяковъ, Parigi, YMCA Press, 1929.
- E. Skobtsova, Достоевский и современность, Parigi, YMCA Press, 1929. OCLC 493551629.
- E. Skobtsova, Миросозерцание Вл. Соловьева, Parigi, YMCA Press.
- Maria Skobtsova, a cura di Oreste Zeluck, Стихотворения, поэмы, мистерии, воспоминания об аресте и лагере в Равенсбрюк, Parigi, La Presse Française et Étrangère, 1947. OCLC 491729129.
- Maria Skobtsova, Mother Maria Skobtsova: Essential Writings, traduzione in inglese di Richard Pevear e Larissa Volokhonsky, introduzione di Jim Forest, Maryknoll, NY: Orbis Books, 2003. ISBN 1-57075-436-5. OCLC 49610914.
- E. Skobtsova (Mother Maria), The Crucible of Doubts: Khomyakov, Dostoevsky, Vl. Solov'ev, In Search of Synthesis, Four 1929 Works, traduzione e commento di Fr. S. Janos. frsj Publications. ISBN 978-0-9963992-3-4.